# Ejn Sof
Ejn Sof (hebrejsky אֵין סוֹף‎), doslova „bez konce“ či též „nekonečný, neomezený“, je termín, pomocí něhož je v kabale vyjadřována nepoznatelnost podstaty Boha v absolutním smyslu. Užití termínu kolísá mezi osobním a neosobním pojetím Ejn Sof – v prvním případě termín Ejn Sof odkazuje k „tomu, jenž je bez konce“, kdežto v druhém případě k „tomu, co je bez konce“. Osobní pojetí vychází z předpokladu, že Ejn Sof sice není v podstatě zcela poznatelný, ale přesto se nechává částečně poznávat skrze své jednání a emanaci ve stvořeném světě. Výraz Ejn Sof je v tomto případě chápán jako jeden z atributů Boha. Neosobní aspekt naproti tomu poukazuje na stav před stvořením světa, kdy ještě nebylo nic než Ejn Sof, takže tomuto stavu nelze přisuzovat žádnou z vlastností či přívlastků Boha, o nichž čteme v Tanachu. V případě Boha, jenž se projevuje ve stvořeném světě, pak tento neosobní aspekt Ejn Sof slouží k označení všeho, co veškerému stvoření zůstává úplně skryto a je tedy pro stvořené bytosti zcela nepoznatelné. V tomto případě platí slova Barucha Kosovera, chasidského rabína a kabalisty 18. století, který napsal: „Ejn Sof není jeho pravé jméno, ale výraz označující jeho úplnou skrytost. A naše svatá řeč nemá jiný výraz k označení skrytosti a není správné říkat ‚Ejn Sof budiž požehnán,‘ nebo ‚On budiž požehnán,‘ protože On nemůže být požehnán našimi ústy.“